# Paula Radcliffe
Paula Jane Radcliffe (Davenham, Cheshire, Inglaterra, 17 de diciembre de 1973) es una atleta británica, especialista en pruebas de fondo. Es campeona del mundo de maratón y explusmarquista mundial de la distancia con un registro de 2h15:25, desde 2003 hasta 2019, cuando le fue batido en más de un minuto por Brigid Kosgei.

## Biografía
Aunque nació en Davenham, Cheshire, cerca de Northwich, se mudaron a Barnton, y a los doce años se trasladaron a Oakley, Bedfordshire, y comenzó a hacer atletismo como miembro del Bedford Athletic Club. Estudió economía en la Universidad de Loughborough.
Empezó participando en pruebas de cross, y en 1992 consiguió el título de campeona del mundo júnior.
En 1993, participó en los Campeonatos del Mundo de Stuttgart en los 3.000 m, donde fue séptima clasificada con 8:40.40
Se perdió casi todo el año 1994 por una lesión, pero regresó en 1995 consiguiendo buenos resultados en pista. Se clasificó quinta en los 5000 m de los mundiales de Gotemburgo, Suecia.
Al año siguiente, participó en los Juegos Olímpicos de Atlanta 1996 y fue de nuevo quinta en los 5000 m.
En los siguientes campeonatos del mundo, los de Atenas 1997, volvió a quedarse por poco fuera de las medallas, al ser cuarta en los 5000 m.
Paula Radcliffe parecía destinada a no ganar nunca una medalla en un gran campeonato, y esa leyenda la siguió arrastrando. En los Campeonatos de Europa de Budapest 1998 participó en la distancia superior, los 10 000 m y fue quinta clasificada.
Por fin, en los Campeonatos del Mundo de Sevilla 1999 consiguió subir al podio, al ganar la medalla de plata de los 10 000 m, haciendo su mejor marca personal, 30:27.13.
En sus segundos Juegos Olímpicos, los de Sídney 2000 acabó cuarta en los 10 000 m, pese a mejorar su mejor marca otra vez con 30:26.97.
En 2001, parecía que iba a ser su año, pero de nuevo la mala suerte, otra vez fue cuarta en 10 000 m, en los mundiales de Edmonton, Canadá.
El 2002 iba a ser un año muy importante para ella. Decidió participar por primera vez en la prueba de maratón, el 14 de abril en Londres, y la experiencia no pudo salir mejor pues además de conseguir la victoria en su primera maratón, hizo una marca de 2h 18:56, nuevo récord de Europa y a solo nueve segundos del récord mundial de la keniana Catherine Ndereba.
Ganó la medalla de oro de los 5.000 m en los Juegos de la Commonwealth del 2002 disputados en Mánchester, Inglaterra, haciendo su mejor marca personal con 14:31.42., la mejor del mundo ese año. 
Más tarde, en agosto consiguió el título de campeona de Europa de los 10 000 m en Múnich, Alemania, consiguiendo una extraordinaria marca de 30:01.09, un nuevo récord de Europa y la mejor del mundo ese año.
Y para acabar la temporada, participó en la maratón de Chicago el 13 de octubre, en busca del récord mundial del que se había quedado tan cerca meses antes. Esta vez no falló, consiguió la victoria y con 2h 17:18, rebajó el récord mundial en más de un minuto.
En 2003, decidió dejar de lado las pruebas en pista para concentrarse en la maratón. El gran acontecimiento fue la maratón de Londres el 13 de abril, donde en una memorable carrera conseguía un tiempo de 2h 15:25, casi dos minutos menos que su récord anterior, y una marca casi más propia de la categoría masculina que de la femenina. A título de curiosidad podemos decir que el mítico corredor etíope Abebe Bikila ganó su primera maratón olímpica en Roma 1960 con 2h 15:16, una marca casi idéntica a la de Radcliffe.
Siendo la mejor maratoniana del mundo, en 2004 decidió no participar en el maratón de Londres para preparar el que sería su gran objetivo del año, ganar la medalla de oro olímpica en los Juegos de Atenas. En la Copa de Europa celebrada en junio en Bydgoszcz, Polonia, participó en los 5.000 m e hizo su mejor marca personal en esta distancia con 14:29.11.
En Atenas era la favorita con gran diferencia, pero tras dominar en la primera parte de la prueba, vio como era superada por la japonesa Noguchi y la keniana Ndereba, y finalmente rota por el esfuerzo hubo de abandonar la prueba en el kilómetro 36. Pocos días después, y tras el disgusto de la maratón, decidió tomar parte en los 10 000 m, donde, sin embargo, acusó los esfuerzos del maratón y tampoco pudo concluir la prueba, abandonando a falta de ocho vueltas.
El duro revés olímpico le ocasionó además bastantes críticas en los medios de comunicación de su país, ya que era la principal esperanza británica de conseguir una medalla en atletismo, y no entendían como se había retirado en las dos pruebas. Sin embargo, otros periodistas así como sus compañeros atletas entendían su situación, y le mostraron su apoyo.
Después de los Juegos hizo una reaparición estelar ganando la maratón de Nueva York, disputando un duelo vibrante con la keniana Susan Chepkemei que solo se resolvió a favor de Radcliffe en los últimos metros.
En 2005, continuó su senda de triunfos ganando por tercera vez la maratón de Londres en un tiempo de 2h 17:42, y en agosto llegó a los Campeonatos del Mundo de Helsinki dispuesta a tomarse revancha de lo ocurrido el año anterior. Lejos de escarmentar, Paula decidió tomar parte en la prueba de 10 000 m que esta vez se disputaba antes que la maratón, y tuvo una discreta actuación acabando novena con 30:42.75. Muchos pensaban que volvería a pagar el esfuerzo realizado, y que fracasaría en la maratón pocos días después. Sin embargo, en la maratón, Paula Radcliffe consiguió un brillante triunfo después de hacer toda la prueba corriendo sola en la cabeza, y acabó con un gran tiempo de 2h 20:57, la mejor marca vista nunca en un gran campeonato.
Además de su triunfos en la pista y en la maratón, Paula Radcliffe ha sido dos veces campeona del mundo de cross (2001 y 2002), y dos veces campeona de Europa (1998 y 2003). También ha sido tres veces campeona del mundo de media maratón (2000, 2001 y 2003).
Paula Radcliffe es una de las deportistas que más se ha distinguido en la lucha contra el dopaje, pidiendo métodos más estrictos de detección de drogas y sanciones más duras para los infractores. 
El 31 de diciembre de 2005 participó en la popular San Silvestre Vallecana, en Madrid, donde consiguió la victoria. 
El 2 de noviembre de 2008, Radcliffe logró la victoria en la maratón de Nueva York con un tiempo de 2h 23:56 logrando así su tercera victoria en la gran manzana tras las de 2004 y 2007, algo que solo habían logrado dos atletas anteriormente.

## Mejores marcas
- 1.500 metros - 4:05,37
- 3.000 metros - 8:22,20
- 5.000 metros - 14:29,11
- 10.000 metros - 30:01,09 (Récord de Europa)
- Maratón - 2h 15:25